# Piracaia
Piracaia là một đô thị ở bang São Paulo của Brasil. Đô thị này nằm ở vĩ độ 23º03'14" độ vĩ nam và kinh độ 46º21'29" độ vĩ tây, trên độ cao 792 m. Dân số năm 2007 ước khoảng 22.335 habitantes (IBGE).

## Thông tin nhân khẩu
Dữ liệu dân số theo điều tra dân số năm 2000
Tổng dân số:46.256
- Thành thị: 23.347
- Nông thôn: 0
- Nam giới: 17.709
- Nữ giới: 28.547

Mật độ dân số (người/km²): 60,69
Tỷ lệ tử vong trẻ sơ sinh dưới 1 tuổi (trên một triệu người): 8,41
Tuổi thọ bình quân (tuổi): 80,20
Tỷ lệ sinh (số trẻ trên mỗi bà mẹ): 2,23
Tỷ lệ biết đọc biết viết: 94,35%*
Chỉ số phát triển con người (HDI-M): 0,792
- Chỉ số phát triển con người - Thu nhập: 0,722
- Chỉ số phát triển con người - Tuổi thọ: 0,801
- Chỉ số phát triển con người - Giáo dục: 0,854
- Ranking no Estado: 111º
- Ranking no País: 742º

(Nguồn: IPEADATA)
ước tính dân số thời điểm 1 tháng 7 năm 2005-IBGE: 42.650 người